# Gaussin (entreprise)
Pour les articles homonymes, voir Gaussin.
Gaussin est une entreprise française spécialisée dans la construction de matériel de levage, de manutention lourde et de remorques automotrices. Fondée en 1880, son siège social est situé à Héricourt  (Haute-Saône). En janvier 2022, le grand public découvre cette entreprise familiale sur le Paris-Dakar et son camion de compétition fonctionnant à l'hydrogène.
En novembre 2024, le Tribunal de commerce de Vesoul a prononcé la liquidation judiciaire de Gaussin SA,.

## Histoire
Créée en 1880 par l'arrière-arrière grand-père de Christophe Gaussin, représentant d'une cinquième génération de dirigeants familiaux, l'entreprise est d'abord spécialisée dans les structures métalliques, elle se tourne par la suite vers le transport de marchandises et d’objets lourds ou encombrants.
L'entreprise devient leader français des remorques industrielles et automotrices sur mesure en 1998, mais frôle le dépôt de bilan trois ans plus tard, pour s'être lancée dans la construction des trains d'approvisionnement pour le tunnelier de l'A86, après avoir repris les activités de chaudronnerie, peinture et grenaillage d'Alstom Belfort.

### 2008: le tournant vers l’innovation
Après ce lourd échec, son PDG Christophe Gaussin repart dès lors à la case départ, relance progressivement son équipe vers des véhicules de maintenance high-tech. L'entreprise Gaussin est cotée en bourse sur Euronext Growth depuis 2010, ce qui lui a permis d'accélérer son développement international. En 2013, le groupe voit ses commandes et son chiffre d'affaires décoller grâce à 50 millions d’euros d'investissement en cinq ans pour développer une gamme innovante de véhicules dont le système de motorisation amovible est proposé en diesel, électrique et gaz naturel liquéfié. En 2015, le spécialiste des systèmes de manutention portuaire implante sur son site à Héricourt un terminal entièrement automatisé de démonstration et une tour de contrôle. Le paradoxe est que Héricourt est l'une des communes de France les plus éloignées de la mer et le port géant fut donc construit à plus de 600 kilomètres de la première côte française. En juillet 2020, le groupe cherche des synergies avec des entreprises complémentaires et rachète Metalliance, spécialiste de la construction d'engins logistiques destinés à la construction de tunnels et dans les travaux publics.

### 2022: Le Dakar conditions extrêmes
En janvier 2022, sous ses propres couleurs, la société crée l'évènement en lançant le premier camion à hydrogène sur le Paris-Dakar. Une vidéo publicitaire montre le septuple ballon d'or Lionel Messi et quatre autres joueurs du PSG découvrant le camion Gaussin à hydrogène du Dakar. Ce véhicule de compétition vitrine est aussi un laboratoire qui permet au fabricant de tirer tous les enseignements en conditions extrêmes afin d'améliorer ses poids lourds à hydrogène. L'entreprise suit le comportement de son nouveau châssis ultra-léger développé par la société canadienne Magna avec un poids inférieur de 400 kg par rapport aux châssis du marché, qui « s'emboîte » sur le Skateboard modulaire lancé en avril 2022 par Gaussin.
Le 17 décembre 2022, Gaussin décroche une commande importante de 329 tracteurs électriques pouvant tracter des charges allant jusqu‘à 38 tonnes pour l'entreprise de commerce en ligne américaine Amazon.
En avril 2023, Gaussin reprend en partenariat avec l'entreprise japonaise Macnina le constructeur de véhicules autonomes Navya.

## Produits
- Véhicules logistiques et portuaires électriques[21].
- Tracteur hydrogène autonome[22].
- En développement : Camions à hydrogène autonomes[23].
- En développement : Bus 22 passagers 100 % électrique adapté aux conditions de températures extrêmes[24].
- En développement : Camion avitailleur 100% électrique[25].

## Partenaires industriels
Les différents partenaires de l'entreprise Gaussin sur les quatre marchés en pleine expansion (domaines portuaire, aéroportuaire, de la logistique et du transport de personne) ;
- France : Faurecia[26], Hynamics[23], HRS[27], TotalEnergies[25], Bolloré Ports[28], Bluebus[25], Saft[29], Bouygues Energies & Services[30], ECT[30]
- Etats-Unis : Plug Power[31], Robotic Research[32], UPS[25], Hyperloop Transportation Technologies[33], Microvast[34]
- Allemagne : Siemens Logistics[25]
- Canada : Magna[35]
- Belgique : Akka Technologies[24]
- Qatar : Al Attiya[36]
- Émirats arabes unis : Didriver[37]
- Singapour : ST Engineering Land Systems[28]
- Australie : Nexport Pty Ltd[38]
- Arabie saoudite : Aramco[39]

## Partenaire commercial
En octobre 2019, le groupe Gaussin et le club de Football du Paris Saint-Germain ont signé un accord de partenariat stratégique jusqu'en 2023, portant sur la fourniture de véhicules autonomes 100% électriques destinés au transport en commun sur le campus du club et portant sur le transport de marchandises de l'association sportive,. En contrepartie quelques joueurs stars du club participent à des vidéos promotionnelles des produits Gaussin comme celle du mini-bus autonome et du camion autonome en novembre 2019 avec l'argentin Ángel Di María, le camerounais Eric Maxim Choupo-Moting et les français Kylian Mbappé, Presnel Kimpembe et Colin Dagba,.

## Distinctions
- Prix Coups de cœur du salon Manutention 2014
- Prix de l'innovation (développement durable) Solutrans 2017
- Prix Best Energy and Environmental Sustainability Dubaï 2019[24]
- Ailes de cristal Franche-Comté 2021[8]